# Play Mechanix
Play Mechanix es una compañía estadounidense de entretenimiento de juegos de arcade con sede en Skokie, Illinois, conocida por la serie de juegos de arcade Big Buck Hunter.

## Historia
Play Mechanix es una empresa estadounidense que fue creada en 1995 por George Petro, un ex diseñador de videojuegos que trabajó en Midway Games (en juegos como Terminator 2: Judgment Day, Revolution X y NARC). Play Mechanix desarrolla juegos de arcade para otras empresas. El primer juego de Play Mechanix es precisamente Invasion: The Abductors creado para Midway.
En 1998, Play Mechanix desarrolló la máquina tragamonedas de video Indigo Swing, fabricada y publicada por International Game Technology (IGT). Depuis 1998, Play Mechanix a conçu et développé 8 machines à sous notamment pour IGT, Sigma Game and Konami Gaming
En 1999, Play Mechanix desarrolló Big Buck Hunter para Raw Thrills publicado en enero de 2001. Play Mechanix se ha asociado con Incredible Technologies para desarrollar Golden Tee Fore!, una secuela del popular Golden Tee.
Después del éxito del primer juego, Big Buck Hunter: Shooter's Challenge se desarrolló en marzo de 2002 y Big Buck Hunter II: Sportsman's Paradise fue lanzado en junio de 2002.
En 2006, Play Mechanix ve aumentar sus actividades con Raw Thrills y desarrollar la serie de juegos The Fast and the Furious: Super Bikes (2006) y The Fast and the Furious: Drift (2007), Guitar Hero Arcade, H2O Overdrive y Target: Terror; Play Mechanix se asocia con Betson Enterprises para desarrollar y fabricar Big Buck Hunter Pro.
En 2006, Raws Thrills compró Play Mechanix, que se convirtió en una subsidiaria del grupo.
La serie Big Buck Hunter más tarde vio el lanzamiento de Big Buck Safari, Big Buck Hunter Open Season y el título más reciente que combina Open Season y Safari conocido como Big Buck Hunter World. La serie ha ganado numerosos premios, ha recibido una destacada atención de los medios y continúa prosperando como uno de los mejores juegos de la industria. A partir de 2009, Big Buck Hunter sale de las salas de Arcade con Big Buck Hunter Pro Plug N Play, Big Buck Hunter Pro en Wii; y Big Buck Hunter Pro Big Buck Hunter Safari en iOS. La serie Big Buck Hunter se amplía con varias adaptaciones como Big Buck Safari, Big Buck Hunter: Open Season y Big Buck Hunter World.
A partir de 2006 en paralelo, Play Mechanix firmó títulos de éxito como Wheel of Fortune, Exterminio de alienígenas, Deal or No Deal, Tippin' Bloks, y Terminator Salvation, luego en 2014 Barrel of Monkeys, Monopoly, Aliens Armageddon, Big Buck HD y Ice Age: Ice Breaker.
En 2021 la empresa desarrolló de Minecraft Dungeons Arcade junto con Mojang Studios.

## Videojuegos
Play Mechanix ha desarrollado los siguientes juegos arcade:
- Big Buck Hunter (2000)
- Big Buck Hunter: Shooter's Challenge (2002)
- Big Buck Hunter II: Sportman's Paradise (2003)
- Johnny Nero: Action Hero (2004)
- Big Buck Hunter Pro (2005)
- Big Buck Hunter 2006: Call of the Wild (2006)
- Aliens: Extermination (2008)
- Big Buck Safari (2008)
- Wheel of Fortune (2009)
- Big Buck Hunter Pro: Open Season (2010)
- Terminator: Salvation (2010)
- Big Buck World (2010)
- Big Buck HD (2012)
- Aliens: Armageddon (2013)
- Barrel of Monkeys (2013)
- Big Buck HD Wild (2015)
- MotoGP (2015)
- Angry Birds Arcade (2016)
- Big Buck Hunter Arcade (2016)
- The Walking Dead (2017)
- Halo: Fireteam Raven (2018)
- Big Buck Hunter: Reloaded (2019)
- Nitro Trucks (2020)
- Minecraft Dungeons Arcade (2021)